# Emy Yamauchi
Emy Takayama Yamauchi Acosta (1945) é uma desenhista conhecida por trabalhar nas histórias da Turma da Mônica.

## Vida pessoal
É casada com Daniel Acosta.
No início de sua carreira, ela vestia-se em um estilo hippie parecido com a Tina. Seu personagem predileto é o Horácio.

## Biografia
Emy era uma ávida leitora da Folhinha,  especialmente das histórias do Horácio, escritas por Mauricio de Sousa. Por isso, em 1963, quando estava próxima de fazer 18 anos, pediu para sua mãe que a levasse para a sede da Folha de S.Paulo para mostrar seus desenhos para Lenita Miranda de Figueiredo, co-criadora do suplemento. Ela, porém, estava de férias, e sua mãe a encorajou a falar com Mauricio de Sousa. Na época, Mauricio já contava com alguns assistentes, e ele a contratou para finalizar os desenhos de Sidnei Lozano Salustre. Na época, Mauricio de Sousa não creditava seus auxiliares.
Yamauchi foi uma das responsáveis por mudar o traço da Turma da Mônica. Originalmente, o traço dos gibis era mais "pontudo", porém foi transicionando com o tempo para uma forma mais "arredondada". Ilustrou uma adaptação do filme Mônica e Cebolinha – No Mundo de Romeu e Julieta (1979). Após a Mauricio de Sousa Produções (MSP) mudar para a Panini, Yamauchi passou a desenhar adaptações de mulheres importantes na história ou histórias feitas para inspirar meninas dentro do universo de Turma da Mônica. Ela também desenhou uma história para o Ouro da Casa (2005) a convite de Sidney Gusman. Na história, a Mônica entra em um salão de beleza com seu traço antigo e sai com seu traço novo.

## Homenagens
Em 2023, no escopo da Mônica 60, ela foi homenageada e aplaudida na MSP por sua importância histórica.

Em 15 de abril de 2024, no Dia Mundial do Desenhista, foi homenageada pelo Projeto Donas da Rua.